# サン・ジャウマ広場

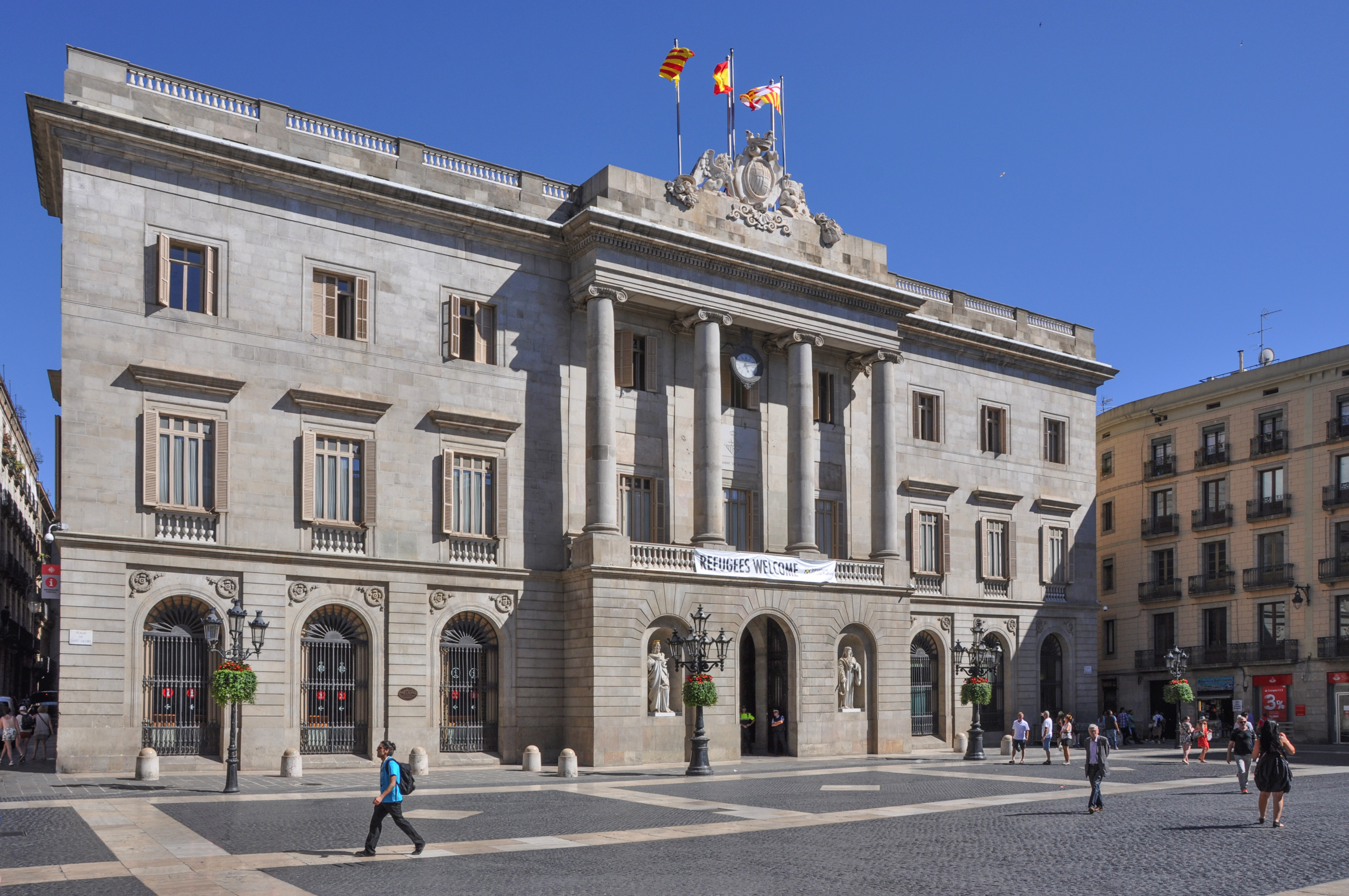
サン・ジャウマ広場に面したバルセロナ市庁舎

サン・ジャウマ広場 （カタルーニャ語:Plaça de Sant Jaume）は、スペイン、バルセロナにある広場。

## 概要
広場を挟んでジャナラリター・デ・カタルーニャ（カタルーニャ自治州）庁舎とバルセロナ市庁舎が建っており、バルセロナにおける行政の中心地となっている。
ローマ植民地バルシノ（Barcino）であった頃、ここは南北に通るカルド・マクシムス通り、東西に走るデクマヌス・マクシムス通りが交差していた。この交差地点にはフォルムとアウグストゥス神殿があった。
サン・ジャウマとは、中世以降サン・ジャウマ教会があったためである。この広場は大きな歴史的価値を持っているが、19世紀初頭にサン・ジャウマ教会が廃され、バルセロナ市庁舎が新たなファサードを建設してからで、それは比較的新しいものである。
座標: 北緯41度22分57秒 東経02度10分37秒 / 北緯41.38250度 東経2.17694度